# Hirtenhund
Der Hirtenhund ist ein von Hirten beim Hüten von Viehherden eingesetzter Gebrauchshund. Neben den Hunden, die dabei mit dem Hirten allein arbeiten und sowohl die Herde zusammenhalten als auch verteidigen, gibt es auch Spezialisierungen der Hunde auf Teile dieser Arbeit: den Hütehund, den Treibhund und den Herdenschutzhund.
Im engeren Sinn bezeichnet der Hirtenhund ausschließlich diejenigen Hunde, die den Hirten begleiten, um ihn und die Herde zu schützen.

## Hirtenhunde und ihre Geschichte
Indem die Menschen sesshaft wurden und verstärkt Landwirtschaft betrieben, wurden Hunde auch verstärkt zur Bewachung von Hof, Haus und Herden eingesetzt. Für die Züchtung wurde der natürliche Trieb von Wölfen, das Rudel zusammenzuhalten, ausgenutzt. Während im Wolfsrudel dafür jedoch hauptsächlich der Leitwolf zuständig ist, der von den Rudelmitgliedern unterstützt wird, hat es der Hütehund mit einer viel größeren Herde von Tieren zu tun, die seinen Bemühungen teilweise Widerstand entgegensetzen und beim Wolf Beutetiere wären. Es muss daher einigen züchterischen Aufwand gekostet haben, bis die ersten brauchbaren Hütehunde gezüchtet waren. Viele heutige Hütehunderassen wie die Collies zeigen starkes Hüteverhalten. Das kann teilweise zu Problemen bei der Haltung als Freizeithund führen, da manchmal vom Hund auch Spaziergänger, Kinder oder Autos als „zu hütende Herdentiere“ angesehen werden.

## Heutiger Einsatz

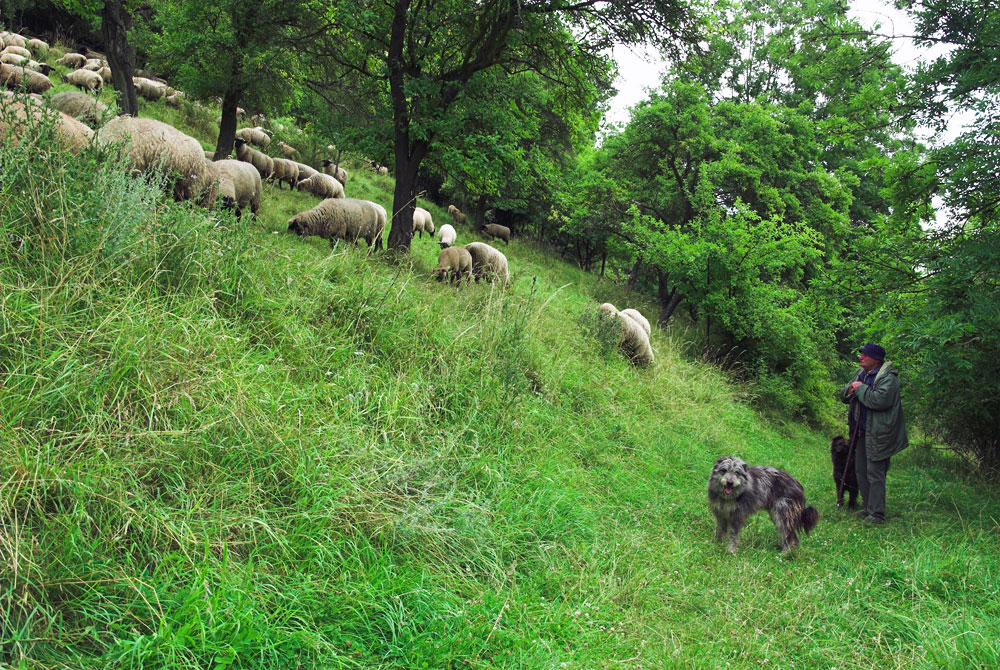
Hirte mit Herde und Hütehunden

Hüte- und Herdenschutzhunde leisten noch heute gute Arbeit bei den Schafherden, wenngleich die Bedeutung der Hütehunde in der heutigen Zeit einem starken Wandel unterworfen ist. Hütehunde haben aufgrund ihrer besonderen Eignung (enge Zusammenarbeit mit dem Menschen, hohe Lernfähigkeit, Arbeiten auf größere Distanz) im Hundesport eine neue Aufgabe gefunden.
Die Herdenschutzhunde werden, seit der Rückkehr des Wolfs nach Mitteleuropa dort wieder verstärkt, zum Bewachen der Herde und zur Verteidigung gegen Beutegreifer und Viehdiebe eingesetzt. Diese Hunde agieren selbständig und ohne Anweisung durch den Hirten; meist sind sie auch mit der Herde allein und kein Hirte ist zugegen. Die Kooperationsbereitschaft mit dem Menschen war zu keinem Zeitpunkt Zuchtziel, was die große Eigenständigkeit und schwere Trainierbarkeit dieser Hunde erklärt. Häufig kommt es daher im Erwachsenenalter (ca. drei Jahre) zu Problemen mit Herdenschutzhunden, die in städtischem Gebiet leben und daher nicht artgerecht gehalten werden können.
Die Balkani Wildlife Society züchtet in Bulgarien Karakatschans, um sie kostenlos an Hirten abzugeben.